# Pellenes iforhasorum
Pellenes iforhasorum là một loài nhện trong họ Salticidae.
Loài này thuộc chi Pellenes. Pellenes iforhasorum được Lucien Berland & Millot miêu tả năm 1941.